# Art Blakey's Jazz Messengers with Thelonious Monk
Art Blakey's Jazz Messengers with Thelonious Monk — студійний альбом американського джазового ударника Арта Блейкі, його гурту Jazz Messengers з піаністом Телоніусом Монком, випущений у 1958 році лейблом Atlantic Records.

## Опис
Більшість з композицій цього альбому — це стандарти бопу із широкого каталогу Телоніуса Монка. Гурт Jazz Messengers, очолюваний Блейкі, складається з: Арта Блейкі (ударні), Джонні Гріффіна (тенор-саксофон), Білла Гардмена (труба) і Спенкі ДеБреста (контрабас).
Цей альбом став єдиним для Монка, записаним на Atlantic.

## Список композицій
1. «Evidence» (Телоніус Монк) — 6:42
2. «In Walked Bud» (Телоніус Монк) — 6:38
3. «Blue Monk» (Телоніус Монк) — 7:49
4. «I Mean You» (Телоніус Монк) — 7:58
5. «Rhythm-A-Ning» (Телоніус Монк) — 7:16
6. «Purple Shades» (Джонні Гріффін) — 7:39

## Учасники запису
- Білл Гардмен — труба
- Джонні Гріффін — тенор-саксофон
- Телоніус Монк — фортепіано
- Спенкі ДеБрест — контрабас
- Арт Блейкі — ударні

Технічний персонал
- Несухі Ертегюн — продюсер
- Ерл Браун — інженер
- Марвін Ізраел — дизайн обкладинки
- Мартін Вільямс — текст
- Лі Фрідлендер — фотографія